# Aphanopus microphthalmus
Aphanopus microphthalmus és una espècie de peix pertanyent a la família dels triquiúrids.

## Descripció
- Pot arribar a fer 100 cm de llargària màxima.
- El cos és de color negre rogenc amb un matís iridescent. L'interior de la boca i de les cavitats branquials és negre.
- 41-43 espines i 53-55 radis tous a l'aleta dorsal i 2 espines i 43-46 radis tous a l'anal.
- 99-102 vèrtebres.
- Absència d'aletes pèlviques en els adults (tot i que presents en els joves sota la forma d'una única espina).[5][6]

## Hàbitat
És un peix marí i bentopelàgic que viu entre 810 i 1.022 m de fondària (16°N-12°S, 44°E-60°E) al talús i la plataforma continentals.

## Distribució geogràfica
Es troba a les aigües tropicals de l'Índic occidental i, també, a l'Àsia Sud-oriental.

## Observacions
És inofensiu per als humans.